# 垂花委陵菜
垂花委陵菜（学名：Potentilla pendula）是蔷薇科委陵菜属的植物，为中国的特有植物。分布在中国大陆的四川等地，生长于海拔2,600米的地区，见于岩石上，目前尚未由人工引种栽培。